# 5.5 designers
5.5 designers, ribattezzato 5.5 Designstudio nel 2013 e poi Studio 5•5 nel 2017, è un collettivo di designer francesi fondato nell'agosto 2003.

## Biografia
Inizialmente formato da sei persone intorno a un primo progetto fondativo, solo 4 di loro hanno deciso di continuare e sono tuttora attivi: Vincent Baranger, Jean-Sébastien Blanc, Anthony Lebossé e Claire Renard. I 4 designer si sono incontrati durante i loro studi presso l'École Nationale supérieure d’Arts Appliquée et de Métier d’Art (ENSAAMA) a Parigi.
A gennaio 2004, l'editore Jean Michel Place ha proposto loro di realizzare un libro, "Sauvez les Meubles", che è stato poi pubblicato.
Nel 2013, in occasione del decimo anniversario del collettivo, quest'ultimo è stato ribattezzato 5.5 Designstudio.

## Onorificenze
Vincent Baranger, Jean-Sébastien Blanc, Anthony Lebossé e Claire Renard sono stati tutti e quattro nominati Cavalieri dell'Ordine delle Arti e delle Lettere dal Ministro della Cultura, Rima Abdul-Malak, con decreto del 2 novembre 2023.

### Acquisizioni
Il Centre Pompidou ha acquisito una sedia Réanim, una lampada e un portacarte della serie "Cuisine d'objets", e chiavette USB LaCie IamaKey, ItstaKey, WhizKey e CooKey.
Nel 2021, il Centre Pompidou ha commissionato ai 5.5 designers la creazione della nuova Libreria delle esposizioni, in collaborazione con la RMN-GP.
Il Museo d'Arte Moderna e Contemporanea di Saint-Étienne ha acquisito gli oggetti del progetto "Save a Product for 1€".
Il Cnap – Centre National des Arts Plastiques ha acquisito opere da vari  progetti.